# Ulises Antonio Gutiérrez Reyes
Ulises Antonio Gutiérrez Reyes (29 de abril de 1951, Pedregal) es un obispo católico venezolano. Actualmente es el Arzobispo de Ciudad Bolívar en Venezuela.

## Biografía

### Estudios
La Primaria la realizó en su pueblo natal y sus estudios secundarios en el Seminario Menor de San José de Coro, dirigido por los Mercedarios, y en 1967 entró al Noviciado Santa María del Olivar, de la misma Orden, en España. En el Filosofado de Santa María de el Puig, en Valencia (España), inició la preparación a las órdenes sagradas que continuó en Venezuela, frecuentando la Teología en el Seminario Santa Rosa de Lima de Caracas.

## Sacerdote
Fue ordenado sacerdote el 27 de diciembre de 1977 en la Catedral de Coro. 

### Cargos pastorales
- Fue párroco en Maracaibo.
- Administrador del Colegio Tirso Molina en Caracas.
- Superior de la Vicaría venezolana de los Mercedarios desde 1994 hasta el 2000
- Responsable y Rector (2000-2003) del Seminario de la Orden, en Palmira, Táchira, en la Diócesis de San Cristóbal (Venezuela)

## Episcopado

### Obispo de Carora
El 3 de noviembre de 2003, el Papa Juan Pablo II lo nombró II Obispo de la Diócesis de Carora.
Recibió la ordenación episcopal el 27 de febrero de 2004. 
- Consagrante principal:
  - Excmo. Mons. Roberto Lückert León, Arzobispo de Coro.
- Concelebrantes asistentes:
  - Excmo. Mons. Mario del Valle Moronta Rodríguez, obispo de San Cristóbal de Venezuela.
  - Excmo. Mons. Eduardo Herrera Riera, Obispo Emérito de Carora.

Tomó posesión de la Diócesis de Carora el 6 de marzo de 2004 hasta el 27 de agosto de 2011.

### Administrador apostólico de Cabimas
En el 2005 desempeñó el cargo de Administrador Apostólico de la Diócesis de Cabimas.

### Arzobispo de Ciudad Bolívar
El 27 de agosto de 2011, el Papa Benedicto XVI lo nombró IV Arzobispo Metropolitano de la Arquidiócesis de Ciudad Bolívar.
El Papa Benedicto XVI le impuso el palio como símbolo de pastor de la grey metropolitana de Ciudad Bolívar

## Sucesión
| Predecesor: Mons. Eduardo Herrera Riera       | II Obispo de Carora Desde el 05 de diciembre de 2003 hasta el 27 de agosto de 2011 | Sucesor: Mons. Luis Armando Tineo Rivera |
| Predecesor: Mons. Medardo Luis Luzardo Romero | IV Arzobispo de Ciudad Bolívar Desde el 27 de agosto de 2011 - hasta la fecha      | Sucesor: En el cargo                     |